# Aria Diva
Aria Diva – polski krótkometrażowy film obyczajowy, fabularny film telewizyjny w reżyserii Agnieszki Smoczyńskiej. Scenariusz na podstawie opowiadania Olgi Tokarczuk Ariadna na Naksos napisali Agnieszka Smoczyńska i Robert Bolesto. Autorem zdjęć filmowych jest Przemysław Kamiński. Film ten został zrealizowany w ramach projektu "30 minut".

## Opis fabuły
Basia (Gabriela Muskała) wygląda na osobę szczęśliwą – ma męża, z którym jej się świetnie układa, udane dzieci, realizuje się prowadząc dom. Być może sielanka ta jest tylko pozorna. Kiedy do mieszkania piętro wyżej wprowadza się diwa operowa Joanna (Katarzyna Figura), Basię urzeka jej piękny głos. Kobiety zaprzyjaźniają się, a wkrótce – ku zaskoczeniu ich obu – sympatia przeradza się w głębsze uczucie.

## Obsada
- Katarzyna Figura jako Joanna
- Gabriela Muskała jako Basia
- Sławomir Grzymkowski jako Mąż Basi
- Alan Kozłowski jako Syn Basi
- Olivier Kozłowski jako Syn Basi
- Zdzisław Wardejn
- Izabella Kłosińska
- Ewelina Starejki
- Sebastian Łach
- Paul Ofolete jako Jimmy

## Nagrody
2008:
dla A. Smoczyńskiej
- Nagroda "Ponad Granicami" im. Krzysztofa Kieślowskiego dla filmu krótkometrażowego za "zaskakująco profesjonalną adaptację opowiadania Olgi Tokarczuk" na Nowojorskim Festiwalu Filmów Polskich
- Srebrny Lajkonik dla najlepszego filmu fabularnego na Krakowskim Festiwalu Filmowym (Konkurs Polski)
- Srebrny Smok dla najlepszego filmu fabularnego na Krakowskim Festiwalu Filmowym (Konkurs Polski)

dla W. Jagiełły
- Nagroda Prezesa Stowarzyszenia Filmowców Polskich za najlepszy montaż w filmie na Krakowskim Festiwalu Filmowym (Konkurs Polski)

## Informacje dodatkowe
- Zdjęcia plenerowe zrealizowano w Warszawie.
- Partie wokalne (śpiew operowy) wykonała Ewa Podleś.